# Palais des sports Robert-Charpentier
Pour les articles homonymes, voir Palais des sports.
Le palais des sports Robert-Charpentier est une salle multi-sports située à Issy-les-Moulineaux,
La salle a pour club résident les handballeuses du Paris 92.

## Caractéristiques
Situé en plein cœur de la ville d'Issy-les-Moulineaux, le palais des sports est accessible par le boulevard des Frères-Voisin, le boulevard Gallieni et la rue du Gouverneur Général-Félix-Eboué. Il a été inauguré le 14 juin 2005.
Il est composé de deux salles multisports dont une avec deux tribunes coulissantes de 2228 places, d’un terrain de football synthétique, de 4 pas de tir à l’arc, de plusieurs salles de réunion et de nombreux vestiaires avec douches
C'est la troisième plus grande surface sportive d'Europe avec 8 317 m2[réf. nécessaire].

## Galerie

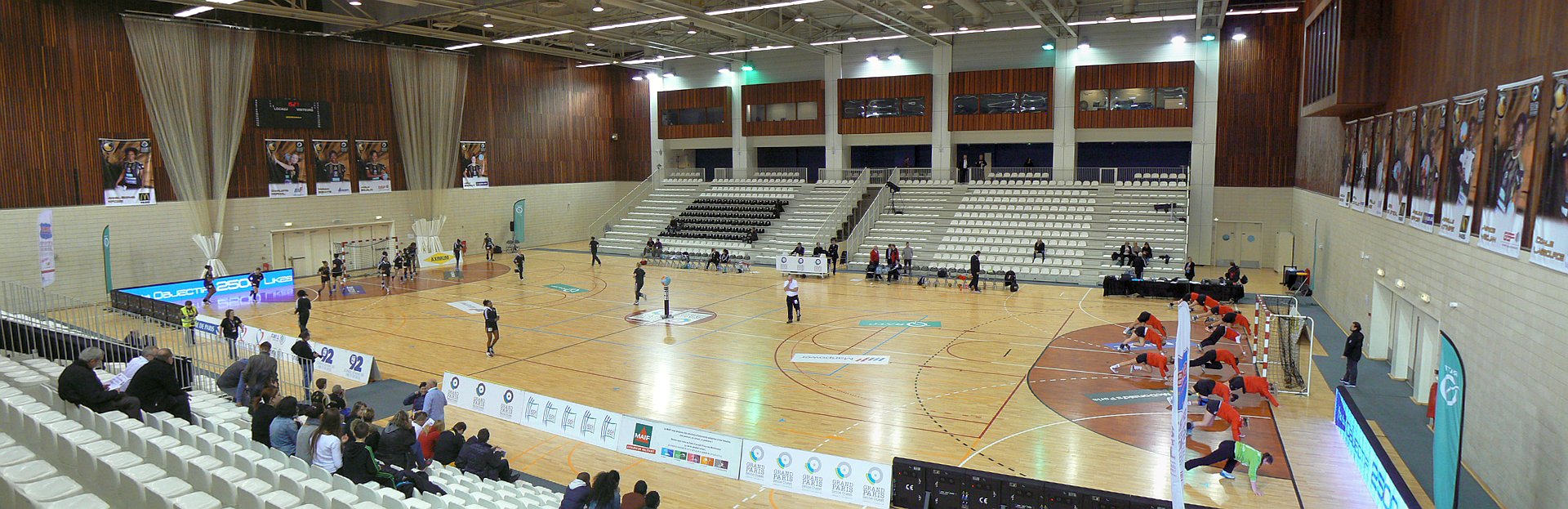
Intérieur

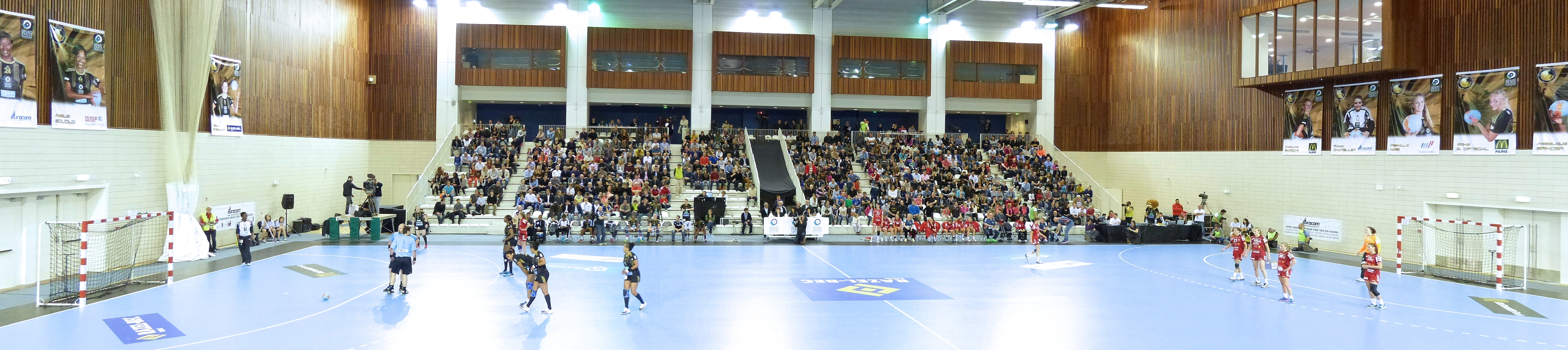
Intérieur en configuration handball avec le sol Gerflor posé

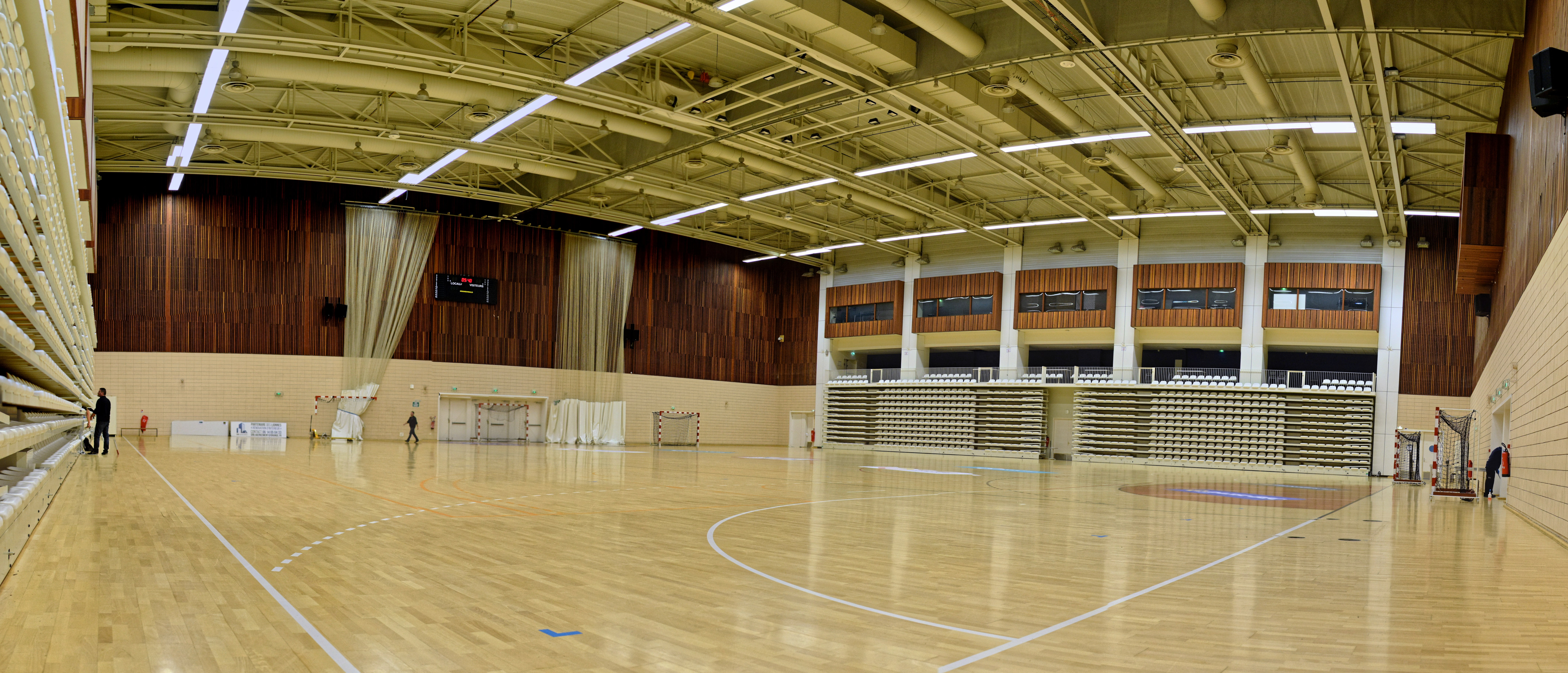
Intérieur avec tribunes rentrées